# 五浦海岸

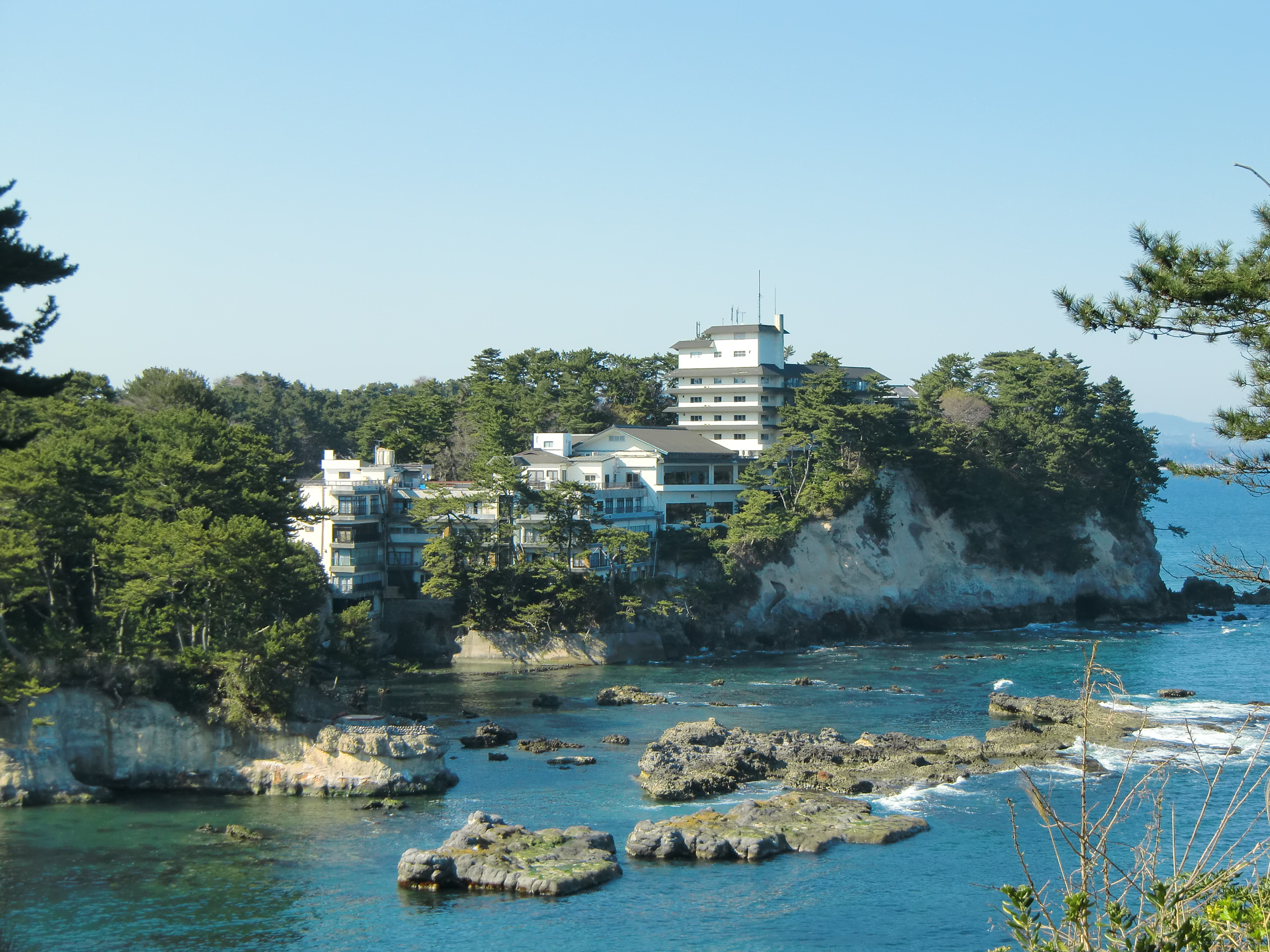
五浦海岸（2011年4月撮影）

五浦海岸（いづらかいがん）は、茨城県北茨城市大津町五浦にある海岸、景勝地。花園花貫県立自然公園に属する。「関東の松島」の異名を持つ。岡倉天心旧宅・庭園及び大五浦・小五浦の一部として国の登録記念物に登録されている。

## 概要
大小の入り江、大小の磯、高さ約50mの断崖絶壁など、波による浸食で形成された地形が続く（海食崖）。海底油・ガス田の硬成分から形成された炭酸塩コンクリーションが奇岩を成し、亀ノ尾層（珪藻質砂岩、珪藻質砂質頁岩）、多賀層群などの地層が見られる。崖の上にはクロマツが生えている。
南から「小五浦」「大五浦」「椿磯」「中磯」「端磯」の五つの浦（磯）を称して五浦という。
陸前浜街道（国道6号）を日立から勿来関（奥州三古関の1つ）跡に行く道程の途上にある。
日本の渚百選。日本の音風景100選。茨城百景。日本の白砂青松100選。日本の地質百選。

### 岡倉天心と五浦
26歳で帝国博物館（現東京国立博物館）理事・美術部長、27歳で東京美術学校（現東京芸術大学）の校長となった岡倉天心は、1898年に日本美術院を設立、1906年この地に移した。横山大観、下村観山、菱田春草、木村武山などが学び、日本画の創作活動をした。

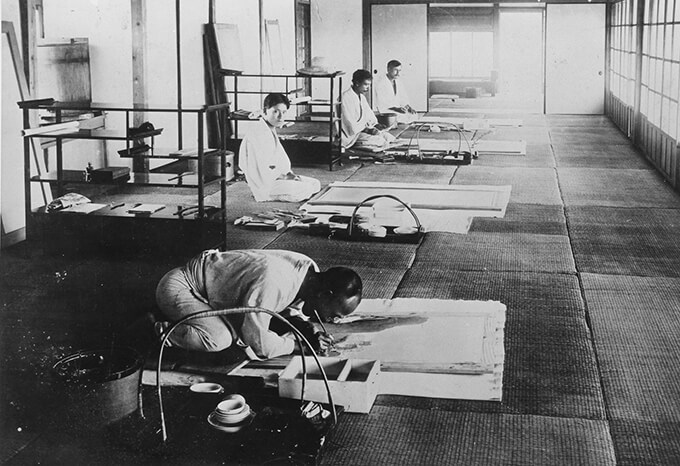
五浦の日本美術院研究所 (手前から) 木村武山、菱田春草、横山大観、下村観山（1909年）

この活動を記念して茨城県天心記念五浦美術館、茨城大学五浦美術文化研究所が設置された。
また、岡倉天心ゆかりの六角堂観瀾亭が残されていたが、2011年3月11日の東北地方太平洋沖地震（東日本大震災）による津波で消失した。翌2012年（平成24年）4月17日に、創建当時の設計で再建された。

## 施設・名所
- 茨城大学五浦美術文化研究所 - 岡倉天心の住居跡に設立。1955年に岡倉天心遺跡顕彰会より茨城大学に移管されたもの。旧天心邸（1904年）、六角堂（1905年）などが残されている。
- 茨城県天心記念五浦美術館 - 1997年1月開館。日本画を中心に所蔵・展示している。端磯の側にある。
- 天心遺跡記念公園 - 1980年一般公開。日本美術院跡地。中磯にある。
- 岡倉天心の墓 - 1913年に染井霊園（東京都）から分骨・埋葬されたもの。辞世の句「我逝かば花な手向けそ浜千鳥　呼びかう声を印にて落ち葉に深く埋めてよ　12万年明月の夜　弔い来ん人を松の影」に基づく分骨であるとされる。大五浦の側にある。
- 六角堂 - ボストン美術館中国日本部長の任務を終えてアメリカから帰国後、1905年杜甫（中国の詩人）の草堂に倣い建てた観瀾亭のこと。大五浦と小五浦の間の岬にあったが、2011年3月11日に発生した東北地方太平洋沖地震（東日本大震災）に伴う津波の直撃を受け、土台部分のみを残して消失（流出）した。その後再建され、2012年4月17日に完成式が行われた。
- 忘れじの碑 - 第二次世界大戦時、ここからアメリカ合衆国本土に向けて風船爆弾が飛ばされた。この事実を忘れないため、とする碑。五浦よりやや北、平潟漁港との間にある。
- 大津岬灯台 - 小五浦の南の岬にある。
- 野口雨情記念館 - 北茨城生まれで「七つの子」「赤い靴」などで知られる童謡・詩人野口雨情の記念館。五浦海岸の南、JR常磐線磯原駅との間にある。

## 名物
近辺の名物はアンコウ（鮟鱇）料理（茨城県の冬の風物詩）。「東のあんこう、西のフグ」と称される。水戸、大洗海岸、阿字ヶ浦海岸、北茨城一帯（五浦、平潟、湯の網）の名物であり、茨城県海岸寄り全般の名物である。

## 温泉
- 五浦温泉
- 五浦元湯温泉

## 港
- 大津港

## 交通
- 常磐自動車道北茨城ICから県道22号を通り、国道6号を北上。
- JR常磐線大津港駅下車、バスで約20分。